# Million Dollar Corporation
A Million Dollar Corporation foi um grupo de wrestling profissional na World Wrestling Federation (WWF) de abril de 1994 até maio de 1996 e foi liderada e gerenciada pelo "Million Dollar Man" Ted DiBiase. DiBiase havia se aposentado da competição ativa após uma lesão nas costas em uma luta pela All Japan Pro Wrestling no final de 1993 e foi trazido de volta pela WWF como gerente.

## História

### Início (1994)
A fundação do grupo foi estabelecida no episódio de 16 de maio de 1994 do Monday Night Raw, quando Ted DiBiase anunciou que havia comprado os serviços de Nikolai Volkoff. Volkoff, como resultado do colapso da União Soviética, havia caído em tempos difíceis, e DiBiase se aproveitou da situação ao forçá-lo a ser seu servo para que Volkoff pudesse sustentar sua família. Isso incluía Volkoff vestindo uma camiseta com estampa de smoking, além de calções com os dizeres "Property of the Million Dollar Man" junto a símbolos de centavos, em vez dos símbolos de dólar que DiBiase usava em seus próprios calções. Nos meses seguintes, DiBiase adquiriu Bam Bam Bigelow, assim como seu ex-parceiro de dupla Irwin R. Schyster (I.R.S.).
Outra adição infame foi feita logo no início, quando DiBiase alegou estar trazendo The Undertaker de volta à WWF após um longo afastamento. No episódio de 11 de junho do Superstars, um homem parecido e com a mesma voz de The Undertaker foi apresentado por DiBiase. Inicialmente, os comentaristas aceitaram a alegação de DiBiase, mas eventualmente seu homem (o lutador Brian Lee) foi revelado como um sósia. Após um confronto principal com "o verdadeiro Undertaker" no SummerSlam 1994, a versão do Million Dollar Man não foi mais vista.
Também no SummerSlam 1994, a Corporation ganhou outro membro. Durante semanas, a WWF deu pistas de uma possível virada de Lex Luger para heel, já que os homens de DiBiase constantemente interferiam em suas lutas e ofereciam subornos para que ele se juntasse ao grupo. Seu parceiro de dupla na época, Tatanka, ficou desconfiado e o desafiou para uma luta, apenas para se revelar como o verdadeiro traidor ao se juntar à Corporation após DiBiase distrair Luger e permitir o pinfall.
King Kong Bundy se juntou ao grupo em outubro. No Survivor Series 1994, os membros da Corporation Bundy, Bigelow e Tatanka se uniram aos Heavenly Bodies para derrotar uma equipe liderada por Lex Luger em uma luta de eliminação.

### Expansão (1995–1996)
Bam Bam Bigelow formou dupla com Tatanka para disputar o WWF Tag Team Championship. Após a derrota da equipe na final de um torneio para coroar os novos campeões, Bigelow se envolveu em uma altercação encenada com a lenda do futebol americano Lawrence Taylor, que estava na primeira fila. Os dois se enfrentaram no evento principal da WrestleMania XI, onde Taylor saiu vitorioso. Após a derrota, a relação entre Bigelow e DiBiase esfriou por meses, até que Bigelow se tornou face ao salvar o então Campeão da WWF Diesel de uma surra pelas mãos da Corporation.
Ao longo de 1995, a Million Dollar Corporation continuou sua rivalidade com os principais babyfaces da WWF, como The Undertaker, Luger, Diesel e Razor Ramon. Para enfrentar The Undertaker, DiBiase recrutou Kama, que roubou a urna de Undertaker e a mandou derreter, transformando-a em um colar de ouro. Em uma série memorável de esquetes, IRS visitou um cemitério para "não deixar pedra sobre pedra" em sua investigação sobre sonegadores de impostos mortos, e para tentar desestabilizar o Deadman. Undertaker derrotou IRS no Royal Rumble e depois King Kong Bundy na WrestleMania XI.
DiBiase adicionou Sycho Sid após Sid trair Shawn Michaels depois da WrestleMania XI, e posteriormente também recrutou 1-2-3 Kid durante a rivalidade entre Sid e Razor Ramon. No entanto, um a um, os membros da Million Dollar Corporation começaram a deixar a empresa. Bundy e IRS saíram da WWF em 1995, enquanto Kama e Tatanka permaneceram até o início de 1996. The 1-2-3 Kid ficou até maio de 1996, e Sycho Sid entrou em uma aposentadoria temporária devido a uma grave lesão no pescoço.
Durante a temporada de Natal de 1995, DiBiase apresentou Xanta Klaus, uma versão distorcida do Papai Noel que vinha do Polo Sul e gostava de tirar dos outros em vez de dar. No entanto, o personagem apareceu poucas vezes antes de ser abandonado. Sem ninguém mais para gerenciar, DiBiase foi colocado ao lado do ex-lutador da WCW Steve Austin, que passou a se chamar "The Ringmaster" e recebeu de DiBiase o Million Dollar Championship, além de aprender o golpe finalizador Million Dollar Dream.
Embora o nome "The Ringmaster" tenha sido rapidamente descartado e Austin tenha adotado o apelido "Stone Cold" que o tornaria famoso, ele continuou sendo gerenciado por DiBiase e reconhecido como campeão. DiBiase acompanhou Austin durante a rivalidade contra Savio Vega, que culminou com Austin vencendo na WrestleMania XII após acertar Vega com o Million Dollar Championship. Os dois tiveram uma revanche em um luta strap no evento In Your House: Beware of Dog. Pela estipulação, Vega teria que virar motorista de DiBiase se perdesse, mas se vencesse, DiBiase teria que deixar a WWF. Vega saiu vitorioso, e Austin alegou ter perdido de propósito para se livrar de DiBiase. Essa vitória de Vega marcou o início da transição de personagem para Austin e forneceu uma justificativa em storyline para a saída de DiBiase, que havia assinado com a WCW pouco antes. Ele estreou na nova empresa ainda em 1996 como o financiador da nWo.

## Membros
- Ted DiBiase[11] (Líder)
- Nikolai Volkoff[11]
- Ted DiBiase's Undertaker[11]
- Irwin R. Schyster[11]
- Bam Bam Bigelow[11]
- Tatanka[11]
- Kama[11]
- King Kong Bundy[11]
- Sycho Sid[11]
- 1-2-3 Kid[11]
- Xanta Klaus[11]
- The Ringmaster / Stone Cold Steve Austin[11]

## Títulos e prêmios
- World Wrestling Federation
  - Million Dollar Championship (1 vez) – The Ringmaster